# Неа Димата
Нѐа Дѝмата (на гръцки: Νέα Δήμματα) е село в Кипър, окръг Пафос. Според статистическата служба на Република Кипър населението на селото е 50 души (2011).
Намира се на 14 км североизточно от Полис.